# Kanton Pontault-Combault
Kanton Pontault-Combault (fr. Canton de Pontault-Combault) je francouzský kanton v departementu Seine-et-Marne v regionu Île-de-France. Tvoří ho tři obce. Před reformou kantonů 2014 ho tvořilo jen město Pontault-Combault.

## Obce kantonu
- Émerainville
- Pontault-Combault
- Roissy-en-Brie